# Europejska Nagroda Filmowa – Nagroda Publiczności dla najlepszej aktorki
Europejska Nagroda Filmowa – Nagroda Publiczności dla najlepszej aktorki przyznawana była w latach 1997–2005.

## Dotychczasowe zwyciężczynie
- 1997 –  Jodie Foster (Kontakt)
- 1998 –  Kate Winslet (Titanic)
- 1999 –  Catherine Zeta-Jones (Osaczeni)
- 2000 –  Björk (Tańcząc w ciemnościach)
- 2001 –  Juliette Binoche (Czekolada)
- 2002 –  Kate Winslet (Iris)
- 2003 –  Katrin Saß (Good bye, Lenin!)
- 2004 –  Penélope Cruz (Namiętność)
- 2005 –  Julia Jentsch (Sophie Scholl – ostatnie dni)